# Болгарский лев
Лев, устар. лёв (болг. лев) — денежная единица Болгарии, содержит 100 стотинок. Код ISO 4217 — BGN.
С 2002 года курс лева привязан к евро и составляет 1,95583 лева за 1 евро.

## История
В Первом Болгарском царстве своей монеты не было. В XIV веке, во время правления царя Ивана Шишмана, начали чеканить монеты, называемые «аспри», на одной стороне было помещено изображение льва. Самое древнее изображение льва как символа Болгарии относится к 1294 году, которое было задокументировано в свитке лорда Маршала. На гербе был изображён серебряный лев с золотой короной на тёмном щите.
В 1851 году, в условиях турецкого господства, клир церкви Св. Архангела в Трявне поручил епитропу Пенчо Генюву отчеканить квадратные медные монеты с рельефным изображением креста на аверсе, которые предполагалось использовать для внутрицерковных расчётов, но в оборот выпущенные монеты введены не были, поскольку турецкие власти объявили причастных к изготовлению монет фальшивомонетчиками и только заступничество населения спасло отчеканившего монеты Пенчо Генюва от отрубания рук.

### Первый лев, 1879—1952
В 1879 году был создан Болгарский народный банк, а в 1880 году был принят закон о введении национальной валюты, получившей название «лев». Золотое содержание лева было равно золотому содержанию французского франка — 0,290323 г. Золотой стандарт был приостановлен между 1899 и 1906 годами, и также приостановлен в 1912 году. До 1916 года серебряные и золотые монеты Болгарии выпускались с характеристиками, соответствующими требованиям Латинского валютного союза. Банкноты, выпущенные до 1928 года, содержали надпись об обеспечении золотом («левов Злато» или «Золотые», «лева злато» или «златни») или серебром («левов сребро» или «srebarni», «лева сребро» или «сребърни»).
В 1928 году был установлен новый золотой стандарт: 1 лев = 10,86956 мг золота (в 26,7 раза меньше довоенного).
Во время Второй мировой войны, в 1940 году, лев был привязан к рейхсмарке в размере 32,75 лева = 1 рейхсмарка. В сентябре 1944 года лев был привязан к советскому рублю в размере 15 левов = 1 рубль. Также была попытка привязки к доллару США, 120 левов = 1 доллар в октябре 1945 года, 286,50 лева в декабре 1945 года и 143,25 лева в марте 1947 года. Новые монеты были выпущены после 1943 года, а банкноты были выпущены до денежной реформы 1952 года.

### Второй лев, 1952—1962
В 1952 году, после инфляции, новый лев заменил оригинальный лев в размере 1 «новый» лев = 100 «старых» левов. Однако ставка на осуществление банковских счетов была другой, начиная от 100:3 до 200:1. Цены на товары были заменены в размере 25:1. Новый лев был привязан к доллару США в размере 6,8 лева = 1 доллар, снизившись до 9,52 лева 29 июля 1957 года.

### Третий лев, 1962—1999
В 1962 году была проведена деноминация в соотношении 10 к 1. В 1978 году лев получил Код валюты ISO 4217 — BGL. После этого лев оставался относительно стабильным на протяжении почти трёх десятилетий. Однако как и валюты других социалистических стран, лев не был свободно конвертируемым, и его курс на чёрном рынке был в пять-десять раз ниже официального.
После падения социализма Болгария пережила несколько витков резкой инфляции и девальвации валюты. Для того, чтобы изменить это, в 1997 году лев был привязан к немецкой марке (DEM) в соотношении 1000 левов = 1 немецкая марка.

### Четвёртый лев, с 1999 года по сегодняшний день
5 июля 1999 года лев был деноминирован в соотношении 1000:1, новый лев стал равен немецкой марке. Код валюты ISO 4217 для нового болгарского лева BGN.
С заменой немецкой марки на евро по фиксированному курсу 1,95583 к 1 лев стал обмениваться на евро по аналогичному фиксированному курсу. С 1997 года Болгария была в системе валютного совета и все болгарские деньги в обращении были поддержаны 100 % валютных резервов Болгарского народного банка (БНБ). Ставка вряд ли изменится до отмены лева. 25 апреля 2005 года, когда был подписан договор о вступлении Болгарии в ЕС, БНБ выпустил памятную монету с номиналом 1,95583 лева. Лев должен был быть заменён на евро 1 января 2012 года, однако в указанный срок переход на евро не был осуществлён. Предполагалось, что Болгария сможет присоединиться к еврозоне не ранее, чем к 2015 году, но в связи с инфляцией и мировым финансовым кризисом 2008 года переход не был осуществлён. Тем не менее, в феврале 2009 года, журнал The Economist предложил пути для ускорения введения евро в Болгарии или даже его немедленного введения.
Обменный курс валюты:
| Год                                | 2000 | 2001 | 2002 | 2003 | 2004 | 2005 | 2006 | 2007 |
| ---------------------------------- | ---- | ---- | ---- | ---- | ---- | ---- | ---- | ---- |
| Обменный курс (лева за доллар США) | 2,12 | 2,18 | 2,08 | 1,73 | 1,58 | 1,57 | 1,56 | 1,43 |

## Монеты

### Первый лев

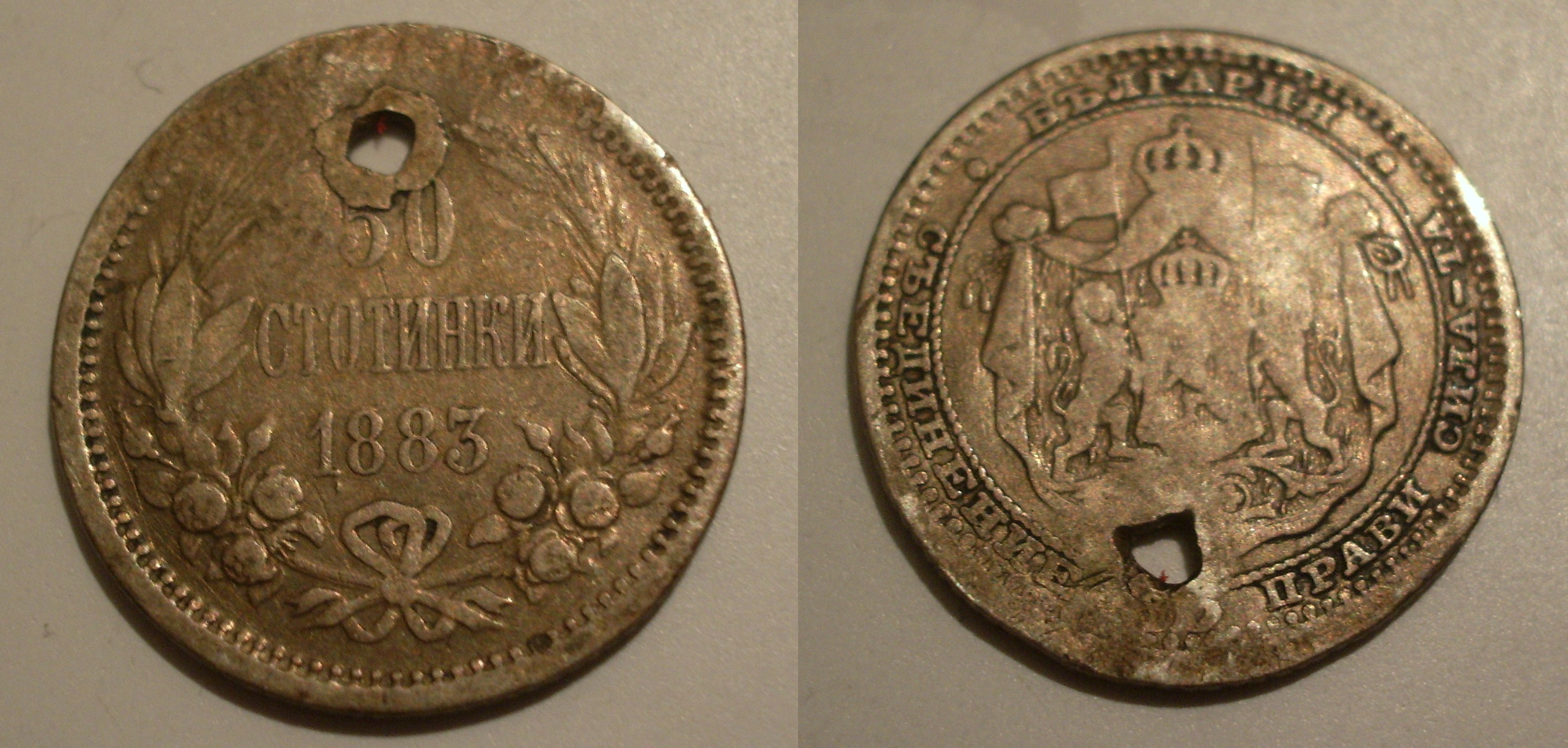
50 стотинок 1883

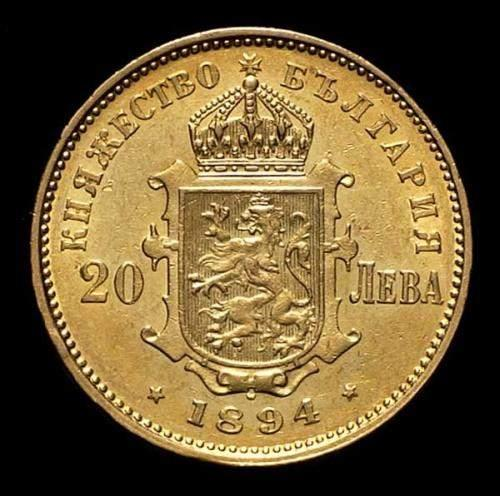
20 левов 1894

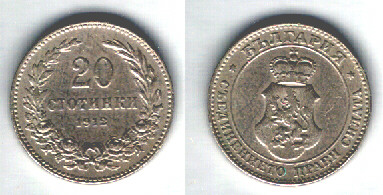
20 стотинок 1912

Между 1881 и 1884 годами были выпущены бронзовые монеты 2, 5 и 10 стотинок, серебряные 50 стотинок, 1, 2 и 5 левов, а затем, в 1888 году, медно-никелевые 2 ½, 5, 10 и 20 стотинок. Золотые 10, 20 и 100 левов были выпущены в 1894 году. Бронзовая 1 стотинка была введена в 1901 году.
В связи с Первой мировой войной производство серебряных монет прекратилось в 1916 году. В 1917 году монеты в 5, 10 и 20 стотинок вместо медно-никелевого сплава были выпущены из более дешёвого цинка. В 1923 году были введены алюминиевые монеты с номиналами 1 и 2 лева, заменённые в 1925 году на медно-никелевые монеты. В 1930 году были введены в обращение медно-никелевые 5 и 10 левов и серебряные 20, 50 и 100 левов (серебряные монеты выпускались до 1937 года). В 1937 году были выпущены 50 стотинок из алюминиевой бронзы.
В 1940 году введены медно-никелевые 20 и 50 левов, а затем, в 1941 году, железные 1, 2, 5 и 10 левов (железные монеты 1941 года считаются относительно редкими по сравнению со всеми прочими выпусками). В 1943 году — из никелированной стали выпущены 5, 10 и 50 левов. Это были последние монеты, выпущенные для первого лева.

### Второй лев
В 1952 году введены монеты (с датами 1951 года) достоинством в 1, 3, 5, 10 и 25 стотинок, бронзовые и медно-никелевые. Медно-никелевые 20 стотинок были выпущены в 1952 году, а затем — 50 стотинок в 1959 году. Все они имели единый дизайн — на одной стороне номинал с колоском пшеницы, а на другой — герб и название страны (НРБ). Позже всех в 1960 году был выпущена монета в 1 лев (также медно-никелевая) с похожим дизайном.

### Третий лев
В 1962 году были введены в обращение латунные 1, 2 и 5 стотинок и медно-никелевые 10, 20 и 50 стотинок и 1 лев с композицией реверса, сходной с советскими монетами образца 1961 года. С периодичностью в несколько лет до 1990 года продолжалась дочеканка монет этого образца, причём в 1981 году была выпущена серия монет «Хиляда и триста години България» (1300 лет Болгарии) с изменённой круговой надписью вокруг герба и стандартным реверсом.
В 1992 году были выпущены монеты нового образца номиналом от 10 стотинок до 10 левов. На аверсе монеты в 1 лев вместо герба Болгарии был изображён Мадарский всадник.

### Четвёртый лев
В 1999 году введены монеты достоинством в 1, 2, 5, 10, 20 и 50 стотинок.
1, 2 и 5 стотинок в 1999 году были изготовлены из сплава медь-алюминий-никель, а начиная с 2000 года — из плакированной бронзой стали.
10, 20 и 50 стотинок изготовлены из медно-никелево-цинкового сплава.
На аверсе всех этих монет изображён Мадарский всадник, изображение которого датируется VIII—IX веком н. э.
В 2004, 2005 и 2007 годах были выпущены юбилейные 50 стотинок, посвящённые темам «Болгария в НАТО» и «Болгария в ЕС».
В 2002 году выпущена биметаллическая монета достоинством в 1 лев, постепенно заменившая банкноту в 1 лев образца 1999 года, выведенную из оборота с 2015 года. На аверсе новой монеты изображён портрет самого почитаемого в Болгарии святого Иоанна Рыльского.
7 декабря 2015 года выпущена биметаллическая монета достоинством в 2 лева, постепенно заменившая банкноту того же достоинства образца 1999 (2005) года, выведенную из оборота с 01 января 2021 года. На аверсе новой монеты изображён портрет монаха-историка Паисия Хилендарского.
Курс болгарского лева был жёстко привязан c 1997 года к немецкой марке в соотношении 1000 к 1 (после деноминации 1999 года — 1 к 1). После упразднения немецкой марки лев привязан к евро в соотношении 1,95583 лева за 1 евро. В связи с этим в 2007 году была выпущена памятная серебряная монета номиналом 1,95583 лева.
В 2018 году выпущена памятная монета достоинством в 2 лева, посвящённая председательству Болгарии в ЕС.

## Банкноты

### Первый лев
В 1885 году Болгарский народный банк ввёл банкноты 20 и 50 золотых левов, а затем в 1887 году 100 золотых левов, а в 1890 году, на 5 и 10 левов. В 1899 году, 5, 10 и 50 левов, а затем 100 и 500 левов в 1906 и 1907 годах, соответственно. 500 золотых левов были введены в 1907 году.
В 1916 году, были введены 1 и 2 серебряных и 1000 левов золотых лев, а затем на 2500 и 10.000 золотых левов в 1919 году. В 1924, 5000 левов были выпущены. В 1928 году выпустили новую серию банкнот. Заменены были банкноты 5, 10, 20, 50, 100, 500, 1000 и 5000 левов. За ними последовали в 1929 году 200 и 250 левов.
В 1930 году монеты заменили банкноты до 100 левов, хотя и 20 левов были выпущены в период между 1943 и 1950 гг.
В мае 1944 года были выпущены в обращение банкноты образца 1943 года с изображением нового молодого царя Симеона II с номиналами 200, 250 и 500 левов (1000 и 5000 левов напечатали, но в обращение не выпустили), обращавшиеся до 16 марта 1947 года. Между 1943 и 1945 годами были выпущены государственные казначейские векселя на 1000 и 5000 левов.
10 марта 1947 года были выпущены банкноты образца 1945 года, печатавшиеся в СССР, с номиналами 200, 250, 500, 1000 и 5000 левов. В том же году были выпущены 20 левов образца 1947 года, печатавшиеся в Болгарии. Эти банкноты обращались до 12 мая 1952 года.

### Второй лев
В 1952 году выпущена серия банкнот образца 1951 года, печатавшихся в СССР. Были выпущены банкноты в 1, 3 и 5, 10, 25, 50, 100 и 200 левов. 500 левов были напечатаны, но не выпущены в обращение. На банкнотах от 10 до 500 левов был изображён первый руководитель НРБ Георгий Димитров.

### Третий лев
В 1962 году Национальный банк выпустил банкноты 1, 2, 5, 10 и 20 левов. Вторая серия, в той же конфессии, была выпущена в 1974 году. 50 левов были введены в 1990 году. После падения социализма и установления капиталистических отношений, новые банкноты заменили 20, 50, 100 и 200 левов. За ними последовали 500 левов в 1993, 1000 и 2000 левов в 1994, 5000 и 10000 левов в 1996 году, и 50.000 левов в 1997 году.

### Четвёртый лев
В 1999 году были введены банкноты достоинством в 1, 2, 5, 10, 20 и 50 левов. В 2003 году была выпущена банкнота в 100 левов.
В 2005—2009 годах проведена модификация банкнот образца 1999 года — 2 лева (2005), 50 левов (2006), 20 левов (2007), 10 левов (2008) и 5 левов (2009).
В 2002 году вместо банкноты достоинством 1 лев был начат выпуск монеты такого же достоинства, с 1 января 2016 года банкноты в 1 лев изъяты из обращения.
В 2015 году вместо банкноты достоинством 2 лева был начат выпуск монеты такого же достоинства, с 1 января 2021 года банкноты в 2 лева изъяты из обращения 
| Серия 1999—2005 года                            | Серия 1999—2005 года | Серия 1999—2005 года | Серия 1999—2005 года | Серия 1999—2005 года | Серия 1999—2005 года                                                                        | Серия 1999—2005 года                                                  | Серия 1999—2005 года                                           | Серия 1999—2005 года                                                      |
| Лицевая сторона                                 | Оборотная сторона    | Номинал (левов)      | Размеры              | Основной цвет        | Описание                                                                                    | Описание                                                              | Описание                                                       | Выпуски                                                                   |
| Лицевая сторона                                 | Оборотная сторона    | Номинал (левов)      | Размеры              | Основной цвет        | Лицевая сторона                                                                             | Оборотная сторона                                                     | Водяной знак                                                   | Выпуски                                                                   |
| ----------------------------------------------- | -------------------- | -------------------- | -------------------- | -------------------- | ------------------------------------------------------------------------------------------- | --------------------------------------------------------------------- | -------------------------------------------------------------- | ------------------------------------------------------------------------- |
|                                                 |                      | 1                    | 112×60               | красный              | икона с изображением св. Иоанна Рильского из церкви Успения пресв. Богородицы г. Тырговиште | главная церковь Рильского монастыря                                   | лев с герба Болгарии                                           | Выпуск: 5 июля 1999 Вывод: 1 января 2016                                  |
|                                                 |                      | 2                    | 116×64               | фиолетовый           | портрет св. Паисия Хилендарского                                                            | страница книги Паисия Хилендарского «История славяно-болгарская»      | лев с герба Болгарии                                           | I выпуск: 5 июля 1999 II выпуск: 5 июля 2005                              |
|                                                 |                      | 5                    | 121×67               | бордовый             | портрет художника Ивана Милева                                                              | фрагменты картин Ивана Милева                                         | портрет Ивана Милева (1999) он же + надпись «БНБ» (2009)       | I выпуск: 5 июля 1999 II выпуск: 1 июня 2009                              |
|                                                 |                      | 10                   | 126×70               | оливково-зелёный     | портрет учёного Петра Берона                                                                | эскизы научных трудов и телескоп                                      | портрет Петра Берона (1999) он же + надпись «БНБ» (2008)       | I выпуск: 5 июля 1999 II выпуск: 8 декабря 2008                           |
|                                                 |                      | 20                   | 131×73               | синий                | портрет революционера и писателя Стефана Стамболова                                         | здание Народного Собрания фрагменты Орлова и Львова моста             | портрет Стефана Стамболова (1999) он же + надпись «БНБ» (2007) | I выпуск: 5 июля 1999 II выпуск: 12 ноября 2007 III выпуск: 20 марта 2020 |
|                                                 |                      | 20                   | 134×74               | фиолетовый           | символика Болгарского народного банка                                                       | первая болгарская банкнота старое здание БНБ                          | лев с герба Болгарии надпись «БНБ»                             | 15 сентября 2005                                                          |
|                                                 |                      | 50                   | 136×76               | коричневый           | портрет поэта Пенчо Славейкова                                                              | тексты стихов Пенчо Славейкова, птица возлюбленная поэта Мара Белчева | портрет Пенчо Славейкова                                       | I выпуск: 5 июля 1999 II выпуск: 3 июля 2006 III выпуск: 1 ноября 2019    |
|                                                 |                      | 100                  | 141×79               | зелёный              | портрет писателя Алеко Константинова                                                        | жизнь и творчество Алеко Константинова                                | портрет Алеко Константинова надпись «БНБ»                      | I выпуск: 8 декабря 2003 II выпуск: 28 декабря 2018                       |
| Масштаб изображений — 1,0 пикселя на миллиметр. |                      |                      |                      |                      |                                                                                             |                                                                       |                                                                |                                                                           |

## Режим валютного курса
Для поддержания курса национальной валюты Болгария использует режим Валютного совета, при котором курс болгарского лева привязан к евро (код ISO 4217 — EUR) в соотношении 1,95583:1.

## Евро
8 июля 2025 года был окончательно решён вопрос о присоединении Болгарии к еврозоне. С 1 января 2026 года Болгария перейдёт на валюту – евро, а болгарский лев будет заменён. 